# 히어로는 아닙니다만
《히어로는 아닙니다만》은 2024년 5월 4일부터 6월 9일까지 방송한 JTBC 토일 드라마이다.

## 기획 의도
남다른 능력을 지녔지만 아무도 구하지 못했던 남자가 마침내 운명의 그녀를 구해내는 판타지 로맨스 드라마.

## 제작진

### 제작
- 황지우
- 박준서

### 극본
- 주화미 : KBS 2TV 《KBS 드라마 스페셜 - 보라색 하이힐을 신고 저승사자가 온다》(집필), KBS 2TV 특집 드라마 《연애를 기대해》(집필), tvN 금토 드라마 《연애 말고 결혼》(집필), tvN 월화 드라마 《내성적인 보스》(집필), KBS 2TV 수목 드라마 《어서와》(집필) 집필.

### 연출
- 조현탁 : tvN 금요 드라마 《위기일발 풍년빌라》(연출), SBS 수목 드라마 《대물》(공동 연출), JTBC 수목 드라마 《친애하는 당신에게》(연출), tvN 월화 드라마 《후아유》(연출), JTBC 금토 드라마 《하녀들》(연출), JTBC 금토 드라마 《마녀보감》(공동 연출), JTBC 금토 드라마 《SKY 캐슬》(연출), JTBC 토일 드라마 《설강화: snowdrop》(연출) 연출.

## 등장 인물

### 주요 인물
- 장기용: 복귀주 역 (30대 중반, 남) (아역 : 이시온) - 그가 받은 축복이자 저주는 '과거로의 회귀' 단, 행복했던 시간으로만 타임슬립이 가능하다.
- 천우희: 도다해 역 (30세, 여)- 봄에 태어났다. 봄에는 도다리가 제철이라며 도다리로 이름을 짓겠다는 동사무소 직원이 가까스로 뜯어말려 글자 하나 바꿔 하고 싶은 거 다 하고 살라고 '다해'가 되었다.

### 복귀주 가족들
- 고두심: 복만흠 역 (60세, 여) - 귀주의 모친, 복씨 가문의 실세. 능력은 예지몽. 근데 통 잠을 못 주무신다.
- 수현: 복동희 역 (42세, 여) - 귀주의 누나, 비만 때문에 하늘을 날지 못하는 비행능력의 소유자.
- 박소이: 복이나 역 (14세, 여) (아역 : 기소유, 이채유) - 귀주의 딸. 복씨 집안 대대로 유전되는 초능력이 중학생이 되도록 나타날 기미가 없어 할머니를 애태운다.
- 오만석: 엄순구 역 (61세, 남) - 귀주의 부친. 천애고아 출신으로 어려서 데릴사위로 들어와 스물에 복씨 집안 외동딸 복만흠과 결혼식을 올렸다.

### 도다해 가족들
- 김금순: 백일홍 역 (58세, 여) - 다해의 엄마(?), 오갈 데 없는 다해를 거둬주고 가족이 되어주었다.
- 류아벨: 그레이스 역 (28세(?), 여) - 다해의 여동생(?), 영어는 못 하지만 몸매는 꽤 이국적이다.
- 최광록: 노형태 역 (40세, 남) - 다해의 삼촌(?), 강력범죄 인상착의를 하고 있으나 의외로 섬세한 감수성의 소유자.

### 그 외 인물
- 정민아: 이세연 역
- 문우진: 한준우 역
- 김수인: 고혜림 역
- 최승윤: 조지한 역
- 김정환: 김민형 역
- 박정표: 정 반장 역

### 특별 출연
- 이원종 : 박 사장 역 - 엄순구를 속여 돈을 뜯어내기 위해 백일홍의 사주를 받은 사기꾼
- 박현정 : 신 여사 역 - 박 사장의 아내. 남편과 함께 백일홍의 사주를 받고 엄순구를 유혹하는 여자

## 시청률
최저 시청률과 최고 시청률은 시청률 조사회사와 지역별로 시청률에 차이가 있을 수 있습니다.
| 2024년 | 2024년   | 2024년         | 2024년       | 2024년 |
| 회차   | 방송일   | AGB 시청률     | AGB 시청률   |        |
| 회차   | 방송일   | 대한민국(전국) | 서울(수도권) |        |
| ------ | -------- | -------------- | ------------ | ------ |
| 제1회  | 5월 4일  | 3.289%         | 3.796%       |        |
| 제2회  | 5월 5일  | 2.985%         | 3.104%       |        |
| 제3회  | 5월 11일 | 3.168%         | 3.241%       |        |
| 제4회  | 5월 12일 | 4.056%         | 4.777%       |        |
| 제5회  | 5월 18일 | 3.883%         | 4.332%       |        |
| 제6회  | 5월 19일 | 4.178%         | 5.462%       |        |
| 제7회  | 5월 25일 | 3.480%         | 4.096%       |        |
| 제8회  | 5월 26일 | 4.248%         | 4.973%       |        |
| 제9회  | 6월 1일  | 3.613%         | 4.655%       |        |
| 제10회 | 6월 2일  | 3.734%         | 4.304%       |        |
| 제11회 | 6월 8일  | 3.838%         | 4.572%       |        |
| 제12회 | 6월 9일  | 4.858%         | 5.705%       |        |

## 수상 목록
- 2024년 제10회 에이판 스타 어워즈 여자 청소년 연기상 (박소이)

## 같이 보기
- 대한민국의 텔레비전 드라마 목록 (ㅎ)
- 2024년 대한민국의 텔레비전 드라마 목록